# Penouta (Villamartín de Valdeorras)
Penouta es un lugar situado en la parroquia de Correjanes, del municipio español de Villamartín de Valdeorras, en la provincia de Orense, Galicia.

## Geografía
Penouta debe su nombre a la geología o la forma del terreno donde se encuentra. De ahí su importancia: Pena Outa.  Se encuentra en la parte trasera del río Sil, justo en la orilla sur. Se encuentra aproximadamente a 300 metros sobre el nivel del mar. El adjetivo es Penouta o penoutesa. Los puntos más altos, se encuentran en Colado, y en la losa Devesas.  El más bajo es Veiga. Limita al sur con el pueblo Correxais, al este del Arnado, al oeste de Valencia del Sil y al norte por el río Sil y la cabecera municipal del pueblo.
Penouta hasta llegar a la carretera que une Valencia Sil en el oeste, en el Arnado este.  También se puede acceder a pie por un puente colgante que une las dos orillas del Sil y el núcleo Penouta Vilamartín.  En el pasado, el sistema común de llegar a Vilamartín de transporte era navegable.
El mayor río Sil las fronteras, en su casa Penouta tres límites corrientes torrenciales: El Macelo los PIA y el Rescoupín, algunos de ellos formando Pincheira y bellos espacios de gran belleza escénica.  Una cuarta corriente temporal, es el Rio-Seco y Penaponte.  Coloca este último consiste en una sanción o roca con forma de puente natural, que pasa a una de las vías de acceso.  También tiene este pueblo, con varias fuentes subterráneas de agua potable, fuentes de Cano, de Boulder, y el Chaudemedas Navalleiro.
La fauna local se compone de jabalíes, zorros, ciervos, ardillas, jinetes, liebres, aves comunes (gorriones, perdices, cuervos, búhos, cucos, jilgueros, etc.), aves rapaces (águila común), botas (garza, cigüeña) , anfibios bat comunes (ranas, sapos, salamandras), reptiles (víbora común, orugas) y acuáticos (pescados, trucha, carpa).
La flora del lugar en sí se compone de árboles de hoja caduca (Castiñeiras, álamo, sauce y mimbre Vidueira, froitais árboles, cerezos silvestres, entre otros) y el pino árbol de hoja perenne.  Un cepillo, tojo, y algunos Herbede (fresa), son los componentes de la espesura.
Algunos de los sitios son representativos de la villa hasta el puente de puerta de enlace, la glorieta en Valiguadas o cuevas de Palas.

## Demografía
| Gráfica de evolución demográfica de Penouta entre 2000 y 2023 |
|                                                               |
| Datos según el nomenclátor publicado por el INE.              |